# Freccia del Brabante 2020
La Freccia del Brabante 2020, sessantesima edizione della corsa, valevole come ventiduesima prova dell'UCI ProSeries 2020 categoria 1.Pro, si svolse il 7 ottobre 2020 su un percorso di 197 km, con partenza da Lovanio e arrivo a Overijse, in Belgio. La vittoria fu appannaggio del francese Julian Alaphilippe, il quale completò il percorso in 4h36'52", alla media di 42,692 km/h, precedendo l'olandese Mathieu van der Poel ed il connazionale Benoît Cosnefroy.
Sul traguardo di Overijse 114 ciclisti, su 172 partiti da Lovanio, portarono a termine la competizione.

## Squadre e corridori partecipanti
| N.      | Cod. | Squadra                    |
| ------- | ---- | -------------------------- |
| 1-7     | AFC  | Alpecin-Fenix              |
| 11-17   | DQT  | Deceuninck-Quick-Step      |
| 21-27   | LTS  | Lotto Soudal               |
| 31-37   | ALM  | AG2R La Mondiale           |
| 41-47   | AST  | Astana Pro Team            |
| 51-57   | TBM  | Bahrain-McLaren            |
| 61-67   | BOH  | Bora-Hansgrohe             |
| 71-77   | CCC  | CCC Team                   |
| 81-87   | COF  | Cofidis, Solutions Crédits |
| 91-97   | IGD  | Ineos Grenadiers           |
| 101-107 | ISN  | Israel Start-Up Nation     |
| 111-117 | MTS  | Mitchelton-Scott           |
| 121-127 | NTT  | NTT Pro Cycling Team       |

| N.      | Cod. | Squadra                      |
| ------- | ---- | ---------------------------- |
| 131-137 | SUN  | Team Sunweb                  |
| 141-147 | TFS  | Trek-Segafredo               |
| 151-157 | UAD  | UAE Team Emirates            |
| 161-167 | SVB  | Sport Vlaanderen-Baloise     |
| 171-177 | CWG  | Circus-Wanty Gobert          |
| 181-187 | WVA  | Bingoal-Wallonie Bruxelles   |
| 191-197 | ARK  | Team Arkéa-Samsic            |
| 201-207 | BVC  | B&B Hotels-Vital Concept     |
| 211-217 | GAZ  | Gazprom-RusVelo              |
| 221-227 | TNN  | Team Novo Nordisk            |
| 231-237 | RIW  | Riwal Securitas Cycling Team |
| 241-247 | TDE  | Total Direct Énergie         |

## Ordine d'arrivo (Top 10)
| Pos. | Corridore          | Squadra    | Tempo    |
| ---- | ------------------ | ---------- | -------- |
| 1    | Julian Alaphilippe | Deceuninck | 4h36'52" |
| 2    | M. van der Poel    | Alpecin    | s.t.     |
| 3    | Benoît Cosnefroy   | AG2R       | s.t.     |
| 4    | Sonny Colbrelli    | Bahrain    | a 13"    |
| 5    | Warren Barguil     | Arkéa      | s.t.     |
| 6    | Michał Kwiatkowski | Ineos      | s.t.     |
| 7    | Andrea Bagioli     | Deceuninck | s.t.     |
| 8    | Anthony Turgis     | Total      | s.t.     |
| 9    | Alessandro Covi    | UAE        | s.t.     |
| 10   | Dries Devenyns     | Deceuninck | s.t.     |